# Pseudaletia macrosaris
Pseudaletia macrosaris là một loài bướm đêm trong họ Noctuidae.